# Alexandra Wedgwood
Alexandra Mary Wedgwood, (née Gordon Clark ; le 30 juillet 1938) est une historienne de l'architecture britannique et spécialiste de l'œuvre d'Augustus Pugin. Elle est la marraine de la Pugin Society et l'ancienne archiviste architecturale de la Chambre des lords.

## Jeunesse et famille
Alexandra Mary Gordon Clark est née le 30 juillet 1938. Elle est la fille du juge et auteur de romans policiers Alfred Alexander Gordon Clark, qui écrivait sous le pseudonyme de Cyril Hare, et de Mary Barbara Lawrence (fille de William Lawrence, 3e baronnet). Elle a un frère, le pasteur Charles Philip Gordon Clark, et une sœur, Cecilia Mary Gordon Clark (épouse de Roderick Snell). Elle fait ses études au lycée de Guildford et effectue ses études supérieures au Courtauld Institute of Art.
En 1963, elle épouse Hugo Martin Wedgwood, 3e baronnet (1933–2010), courtier en bourse et linguiste. Ils ont un fils, Ralph (né en 1964) et deux filles, Julia et Frances.

## Carrière
En 1966, Wedgwood est nommée co-auteur avec Nikolaus Pevsner du volume Warwickshire dans sa série The Buildings of England après que Pevsner ait commencé à utiliser des collaborateurs pour accélérer l'achèvement de la série. Wedgwood fait les recherches initiales pour le volume, puis termine des parties importantes du travail, notamment l'ensemble de la section sur Birmingham.
En janvier 1980, elle est nommée archiviste architecturale à la Chambre des lords sur recommandation de Robert Cooke, député et conseiller du secrétaire d'État, qui souhaite assurer la restauration historiquement exacte du palais de Westminster. Son expertise des œuvres d'Augustus Pugin la rend particulièrement apte à ce poste et elle recherche des documents du monde entier de Pugin, Charles Barry et d'autres personnes liées au domaine parlementaire. Elle prend sa retraite en 1998. Elle révise l'entrée du Palais de Westminster pour The Buildings of England volume London 6: Westminster (Yale University Press, 2003).
Elle est élue membre de la Société des Antiquaires de Londres en 1983. Elle est également conservatrice de peinture au musée de Dorking et mécène et ancienne présidente de la Pugin Society.

## Publications
- English Painting, avec Michael Kitson, Art of the Western World, Paul Hamlyn, Londres 1964.
- Warwickshire . Penguin, Londres, 1966. (Les Bâtiments d'Angleterre) (Avec Nikolaus Pevsner)
- Catalogue of the Drawings Collection of the Royal Institute of British Architects: The Pugin Family. Gregg International, Londres, 1977.
- Rebuilding the Houses of Parliament: Drawings from the Kennedy albums and the Thomas Greene papers. House of Lords Record Office, Londres, 1984.
- A.W.N.Pugin and the Pugin Family. V & A Publications, Londres, 1985. ISBN 978-0948107016
- A History of the Church and Parish of St.Martin's, Dorking.. Administrateurs des Amis de Saint-Martin, 1990. (Éditeur)
- Guide to the Speaker's House.. HMSO, 1994. ISBN 9789788055013